# Simon Says (Zweedse band)
Simon Says is een Zweedse band uit de jaren 90 rondom de basgitarist Stefan Renström.
Het begon in de beginjaren van genoemd tijdperk dat Egg (naamgenoot van het Britse Egg werd opgericht; zij speelde voornamelijk muziek van King Crimson en Van der Graaf Generator. Op een gegeven moment vonden de leden dat de benauwend. Twee leden van Egg kwamen terecht in Paatos. In zijn toenmalige woonplaats Fallköping maakt Renström kennis met Daniël Fäldt, die meer in Frank Zappa en zijn muziek is. Ze beginnen samen in 1993 dan Simon Says. Het was opgezet als een tijdelijk project dat langzaam uitgroeit tot een min of meer permanente band. Al meteen vanaf het begin rommelt het binnen de band; leden komen en gaan, maar Renström houdt vol en het eerste album Ceinwen is al uitverkocht voordat er sprake is van persing. Het blijft een komen en gaan van leden; de band bestaat dan weer wel, dan weer niet. In 2002 komt het tweede album uit: Paradise Square. Opnieuw blijft het een tijdlang stil; pas in 2008 volgt het derde album. Ondertussen heeft men wel meegespeeld op enkele projectalbums. De leider van Simon Says Renström werd ziek, wat tot zijn overlijden in 2015 leidde. Zijn ziekte betekende het einde van de band. 
Leden:
- Stefan Renström (1965-2015)[1]: basgitaar, toetsinstrumenten
- Daniel Fäldt: zang, akoestische gitaar
- Jonas Hallberg: elektrische gitaar, zang
- Mattias Jarlhed: drumstel, zang

## Discografie
- 1995: Ceinwen
- 2002: Paradise Square
- 2008: Tardigrade
- 2010: Siren Songs